# Học viện King Sejong
Học viện King Sejong (tiếng Hàn: 세종학당; Romaja: Sejong Hakdang) là một tổ chức do chính phủ Hàn Quốc thành lập nhằm khuyến khích việc học tiếng Hàn trên toàn thế giới, được thành lập vào năm 2007. Tên của nó được đặt theo vua Sejong, người phát minh ra bảng chữ cái tiếng Hàn. Tính đến tháng 6 năm 2021, có 234 Học viện King Sejong ở 82 quốc gia.

## Bối cảnh

### Giảng dạy tiếng Hàn giai đoạn đầu
Hangul, bảng chữ cái tiếng Hàn, là dạng văn tự chữ viết của ngôn ngữ chính thức của Hàn Quốc và đã được người Hàn Quốc sử dụng kể từ khi nó được tạo ra vào năm 1446 bởi vua Sejong của triều đại Joseon. Hầu hết các cơ sở học tiếng Hàn bên ngoài Hàn Quốc đều nhắm đến con cháu thế hệ thứ hai hoặc thứ ba của người nhập cư Hàn Quốc, trong khi những người học tiếng Hàn ở Hàn Quốc chủ yếu là sinh viên nước ngoài, người lao động nhập cư hoặc vợ/chồng của người Hàn Quốc.

### Gia tăng số lượng người học tiếng Hàn
Sự quan tâm và nhu cầu về ngôn ngữ Hàn Quốc ngày càng tăng do toàn cầu hóa văn hóa và thương mại cũng như Cuộc cách mạng Internet/Truyền thông. Sự quan tâm của quốc tế đối với văn hóa Hàn Quốc như phim truyền hình và âm nhạc đã tăng lên rất nhiều, đặc biệt là ở châu Á, dẫn đến cái được gọi là "Làn sóng Hàn Quốc". Điều này đi kèm với sự gia tăng số lượng sinh viên nước ngoài học tập tại Hàn Quốc. Về mặt nhân khẩu học, tỷ lệ kết hôn giữa người Hàn Quốc và người nước ngoài cũng tăng lên.
Với sự gia tăng hợp tác và kinh doanh quốc tế, chính phủ Hàn Quốc đã nỗ lực chuẩn hóa tên địa điểm, tên người và các danh từ riêng khác trong Hangul. Ngoài ra, cần có nhiều từ điển tiếng Hàn cập nhật hơn, vì hầu hết được tạo ra trong những năm 1990.

### Thành lập học viện King Sejong
Với nhu cầu như vậy, chính phủ Hàn Quốc đã thành lập khí niệm "học viện King Sejong" nhằm cung cấp thông tin, dịch vụ tích hợp và tiêu chuẩn hóa cho việc học tiếng Hàn cũng như điều phối và mở rộng các học viện nơi mọi người có thể học hoặc dạy ngôn ngữ này. Học viện King Sejong được phát triển thành thương hiệu được sử dụng phổ biến bởi tất cả các cơ sở giáo dục ngôn ngữ Hàn Quốc. Sau khi ban hành Đạo luật khung về Ngôn ngữ quốc gia vào năm 2011, Quỹ Học viện King Sejong (KSIF) được thành lập vào năm sau với tư cách là tổ chức trung ương chịu trách nhiệm điều hành các Viện và chương trình của họ. Song Hyang-keun giữ chức chủ tịch đầu tiên của KSIF từ tháng 10 năm 2012 đến tháng 7 năm 2018 và Kang Hyounhwa giữ chức chủ tịch thứ hai từ tháng 9 năm 2018.

## Hoạt động

### Tích hợp và mở rộng Viện Hangul

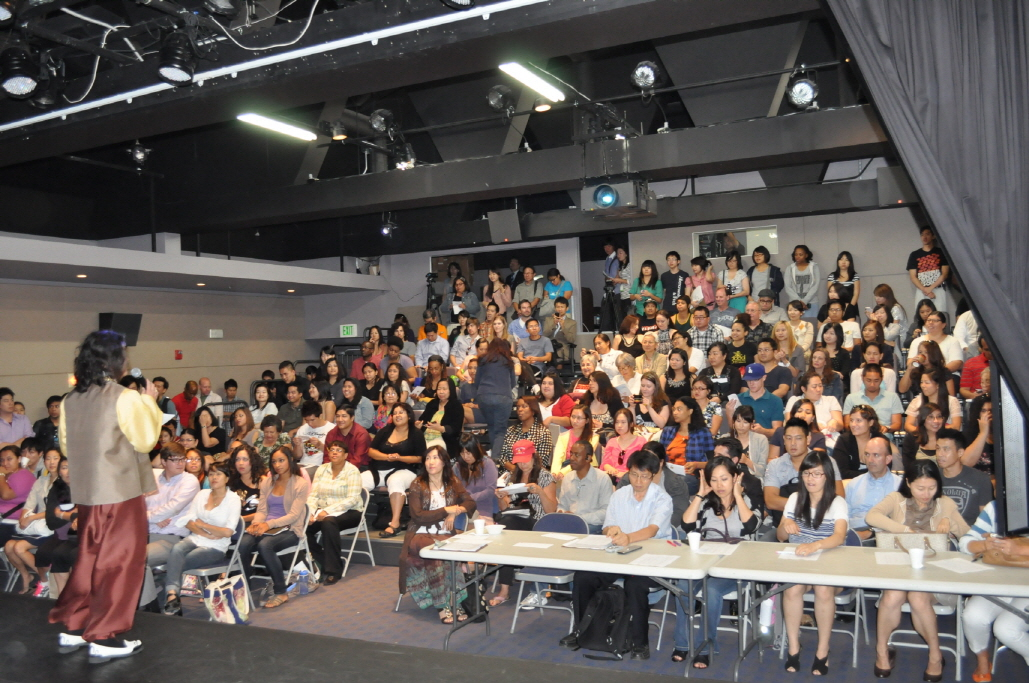
Cuộc thi Hát Hàn Quốc thường niên được tổ chức tại Học viện King Sejong Los Angeles (2011)

Chính phủ Hàn Quốc đã tích hợp các Viện Ngôn ngữ Hàn Quốc được gọi với nhiều tên khác nhau thành một thương hiệu "Hoc viện King Sejong". Đối với chiến lược ngắn hạn, chính phủ khuyến khích sử dụng tên "Hoc viện King Sejong" và sách giáo khoa và khóa học tiêu chuẩn, đồng thời xem xét chiến lược dài hạn để điều hành một viện ngôn ngữ tích hợp.
144 viện đã được thành lập tính đến năm 2016. Chín viện nữa đã được thành lập mới ở các nước như Latvia, Myanmar, Bahrain. Năm 2018, một viện mới đã được bổ sung tại Hoa Kỳ ở Irvine, California. Văn phòng trụ sở "Hoc viện King Sejong" được thành lập vào năm 2012 để hỗ trợ một cách có hệ thống các viện nghiên cứu trên khắp thế giới. Văn phòng hoạt động với vai trò là đầu mối kết nối các viện nghiên cứu trên toàn thế giới.

### Nuri-Sejonghakdang
Nuri-Sejonghakdang là trang web cung cấp hệ thống giáo dục từ xa và dịch vụ thông tin tích hợp liên quan đến việc học tiếng Hàn cho người học và giáo viên Hangul. Đây là một trang web nghiên cứu về Hàn Quốc được xây dựng bởi nhiều bộ trong chính phủ Hàn Quốc, bao gồm Bộ Văn hóa, Thể thao và Du lịch, Bộ Giáo dục, Khoa học và Công nghệ, Bộ Ngoại giao và Thương mại, Bộ Y tế và Phúc lợi, Bộ Bộ Tư pháp, và Viện Ngôn ngữ Hàn Quốc, Viện Giáo dục Quốc tế, Quỹ Người Hàn Quốc ở nước ngoài và Quỹ Ngôn ngữ Hàn Quốc Quốc tế với Hội đồng Tổng thống về Thương hiệu Quốc gia là cơ quan đóng góp chính.
Nuri-Sejonghakdang cung cấp dịch vụ của mình cho các học viện ngôn ngữ Hàn Quốc trên toàn thế giới, những người nước ngoài muốn học tiếng Hàn cũng như các giáo viên và giáo viên tiếng Hàn tương lai, thu thập và phát triển nội dung để mở rộng các khóa học trực tuyến và xây dựng các phiên bản đa ngôn ngữ của trang web cho người dùng trên toàn thế giới.

## Địa điểm
Tính đến tháng 6 năm 2021, đã có 234 cơ quan được thành lập ở 82 quốc gia trên thế giới.

### Châu Á
- Saudi Arabia 1 (Riyadh)
- Azerbaijan 2 (Baku và Khirdalan)
- Armenia 1 (Yerevan)
- Bahrain 1 (Manama)
- Cambodia 2 (Poipet và Siem Reap)
- China 19 (Beijing, Chengdu, Dalian, Hangzhou, Harbin, Hong Kong, Kunming, Linyi, Qingdao, Qiqihar, Shanghai, Shijiazhuang, Wenzhou, Wuhan, Xi'an, Yanbian, Yancheng and Yantai)
- India 8 (Barasat, Bengaluru, Chennai 1, Imphal, New Delhi, Patna and Chennai 2
- Indonesia 7 (Bandung, Jakarta, Surabaya, Tangerang and Yogyakarta)
- Iran 2 (Isfahan and Tehran)
- Japan 16 (Chiba, Fukuoka, Hiroshima, Kanagawa, Kobe, Kyoto, Okayama, Osaka, Nagano, Nara, Saitama, Sapporo, Sendai, Shimonoseki and Tokyo)
- Jordan 1 (Amman)
- Kazakhstan 3 (Almaty, Astana and Shymkent)
- Kyrgyzstan 5 (Bishkek, Osh and Sokuluk)
- Laos 2 (Phonsavan và Vientian)
- Malaysia 3 (Bangi, Kuala Lumpur and Melaka)
- Mongolia 4 (Darkhan and Ulaanbaatar)
- Myanmar 1 (Yangon)
- Nepal 1 (Kathmandu)
- Pakistan 1 (Islamabad)
- Palestine 1 (Ramallah)
- Philippines 6 (Balanga, Cainta, Cebu City, Iloilo City, San Juan and Taguig)
- Georgia 1 (Tbilisi)
- Sri Lanka 2 (Colombo và Kandy)
- Đài Loan 3 (Cao Hùng, Đài Nam and Đài Bắc)
- Tajikistan 1 (Dushanbe)
- Thailand 5 (Bangkok, Chiang Mai và Maha Sarakham)
- Turkmenistan 1 (Ashgabat)
- UAE 2 (Abu Dhabi, Ajman và Dubai)
- Uzbekistan 7 (Denau, Ferghana, Namangan, Samarkand và Tashkent)
- Vietnam 22 (Biên Hòa, Bình Dương, Cần Thơ, Đà Lạt, Đà Nẵng, Hải Phòng, Hà Nội, Thành phố Hồ Chí Minh, Huế, Hưng Yên, Quy Nhơn, Thái Nguyên và Trà Vinh)

### Châu Phi
- Algeria 1 (Algiers)
- Botswana 1 (Gaborone)
- Egypt 1 (Cairo)
- Eswatini 1 (Mbabane)
- Ethiopia 1 (Addis Ababa)
- Ivory Coast 1 (Abidjan)
- Kenya 1 (Nairobi)
- Madagascar 1 (Antananarivo)
- Morocco 1 (Rabat)
- Nigeria 1 (Abuja)
- Tanzania 1 (Dar es Salaam)
- Tunisia 1 (Ariana)
- Uganda 1 (Kumi)

### Châu Mỹ
- Argentina 1 (Buenos Aires)
- Brazil 5 (Brasília, Campinas, São Leopoldo and São Paulo)
- Bolivia 1 (La Paz)
- Canada 3 (Montreal, Ottawa and Waterloo)
- Chile 1 (Santiago)
- Colombia 1 (Bogotá)
- Costa Rica 1 (San José)
- Ecuador 2 (Guayaquil and Quito)
- El Salvador 1 (San Salvador)
- Guatemala 1 (Guatemala City)
- Haiti 1 (Caracol)
- Mexico 1 (Mexico City)
- Paraguay 1 (Asunción)
- United States 13 (Auburn, Bloomington, Chicago, Houston, Iowa City, Irvine, Los Angeles, San Antonio, San Francisco, Upland và Washington, D.C.)
- Uruguay 1 (Montevideo)

### Châu Âu
- Belarus 1 (Minsk)
- Belgium 2 (Brussels)
- Bulgaria 1 (Sofia)
- Croatia 2 (Zagreb và Rijeka)
- Czech Republic 1 (Olomouc)
- Denmark 1 (Copenhagen)
- Estonia 1 (Tallinn)
- France 3 (La Rochelle, Paris và Quimper)
- Germany 2 (Berlin và Tübingen)
- Hungary 3 (Budapest và Debrecen)
- Italy 1 (Rome)
- Latvia 1 (Riga)
- Lithuania 2 (Kaunas và Vilnius)
- Luxembourg 1 (Luxembourg)
- Poland 2 (Poznań và Warsaw)
- Portugal 1 (Lisbon)
- Romania 1 (Bucharest)
- Russia 11 (Astrakhan, Khabarovsk, Moscow, Rostov-on-Don, Saint Petersburg, Ulan-Ude, Vladivostok, Yakutsk và Yuzhno-Sakhalinsk)
- Serbia 1 (Novi Sad)
- Slovakia 1 (Bratislava)
- Slovenia 1 (Ljubljana)
- Spain 3 (Barcelona, Las Palmas và Madrid)
- Sweden 1 (Gothenburg)
- Turkey 5 (Ankara, Bursa, Istanbul và Izmir)
- Ukraine 1 (Dnipro)
- United Kingdom 5 (London, Preston và Staffordshire)

### Châu Đại Dương
- Australia 3 (Adelaide và Sydney)
- New Zealand 1 (Auckland)